# Рубинин, Евгений Владимирович
Евге́ний Влади́мирович Руби́нин, (имя при рождении — Ехи́ель Ши́евич (Евсе́евич) Рубинште́йн; 3 марта 1894, Варшава, Царство Польское — 27 декабря 1980, Москва, СССР) — советский дипломат, посол в Бельгии и Люксембурге.

## Биография
Евгений Владимирович Рубинин родился 3 марта 1894 года в Варшаве, Царство Польское. Евгений, как и его брат, советский экономист и коллекционер Яков Рубинштейн, выходцы из семьи коммерсанта, жившего в Варшаве и имевшего девять детей. Его отец, став купцом II гильдии, получил право на проживание в Санкт-Петербурге, куда переехал с семьёй и начал давать образование детям.
В молодости Евгений изучал право в Париже и свободно говорил на французском, немецком, английском, итальянском (а также родном — идише и польском) языках.
Ещё до революции 1917 года один из других братьев уехал в Швецию, после революции часть семьи вернулась в Польшу, а позднее перебралась во Францию. Отец и один из старших братьев — Кельман, были депортированы из оккупированной Франции и погибли в Освенциме.

### Карьера
Член РКП(б). Характеристика В. М. Бережкова, современника бельгийского периода карьеры Рубинина: «Рафинированный дипломат чичеринской школы, каким-то чудом уцелевший после чистки Наркоминдела в конце 1930-х годов».
- В 1920 году — сотрудник Управления Уполномоченного НКИД РСФСР в Туркестанской АССР.
- В 1921—1924 годах — сотрудник центрального аппарата НКИД РСФСР (с 1923 — СССР).
- В 1924—1928 годах — первый секретарь полпредств СССР в Дании, Италии и Турции.
- В 1928—1935 годах — помощник заведующего, заведующий III Западным отделом НКИД СССР.
- С 2 ноября 1935 по 15 июля 1940 года — полномочный представитель СССР в Бельгии[4].
- С 21 сентября 1936 по 15 июля 1940 года — полномочный представитель СССР в Люксембурге по совместительству[5].
- В 1941—1949 годах — преподаватель в Высшей дипломатической школе НКИД (с 1946 — МИД) СССР.

Заведовал отделом в Совинформбюро.

### Арест
В январе 1950 года был арестован и приговорён к 10 годам ИТЛ.

№ 116. Спецсообщение В. С. Абакумова И. В. Сталину о необходимости ареста Е. В. Рубинина
5 января 1950 г.
№ 6327/а
Совершенно секретно
Товарищу СТАЛИНУ И. В.
О необходимости ареста бывшего полпреда СССР в Бельгии Рубинина
Докладываю, что МГБ СССР активно разрабатывается бывший полпред СССР в Бельгии, ныне доцент Института международных отношений при МИДе СССР.
РУБИНИН Е. В., 1894 года рождения, еврей, член ВКП(б), происходит из семьи крупного торговца, эмигрировавшего в годы революции за границу.
По агентурным данным и материалам секретного подслушивания установлено, что РУБИНИН враждебно настроен против Советской власти и среди своих близких связей систематически высказывает злобную клевету в отношении руководителей ВКП(б) и Советского правительства.
РУБИНИН до 1917 года учился на средства родителей в университетах в Бельгии и Франции. С 1921 по 1940 год он работал в системе Наркомата иностранных дел СССР и находился на дипломатической работе за границей.
В период 1935—1940 г.г., будучи полпредом СССР в Бельгии, РУБИНИН поддерживал там близкую связь с троцкистами и правыми социалистами. По данным закордонной агентуры НКВД СССР, в 1937 году РУБИНИН имел намерение стать невозвращенцем и зондировал почву в Министерстве иностранных дел Бельгии относительно предоставления ему права убежища.
В 1929 году РУБИНИН комиссией по партчистке исключался из ВКП(б) как социально чуждый и поддерживавший связь с родственниками, проживающими за границей, но впоследствии при содействии Крестинского был в партии восстановлен.
Показаниями арестованных в 1937—1938 г.г. и осужденных за антисоветскую деятельность к расстрелу ряда бывших сотрудников НКИД СССР РУБИНИН изобличается как участник правотроцкистской организации.
В период Отечественной войны РУБИНИН заявлял, что в случае поражения Советского Союза он сумеет приспособиться к фашистскому режиму.
МГБ СССР считает необходимым РУБИНИНА Е. В. арестовать.
Прошу Вашего разрешения.
АБАКУМОВ
АП РФ. Ф. 3. Оп. 58. Д. 208. Л. 141—142. Подлинник. Машинопись.
На первом листе спецсообщения в архиве ФСБ имеется запись Абакумова: «Тов. Сталин И. В. предложил арестовать Рубинина. В. А. 7.1.50 г.».

После смерти И. В. Сталина был освобождён по амнистии в феврале 1954 года, а после XX съезда — реабилитирован.

### Возвращение
После возвращения в Москву занимался преподавательской работой. (В советских словарях преподавательский стаж указывался без перерыва: «1941—1954 гг.»). Дружил с Петром Капицей (референтом к которому устроил своего сына), с Михаилом Ботвинником. Редактировал и переводил тексты, связанные с Францией и её историей.

## Семья
Сыновья:
- Павел Евгеньевич Рубинин (1925, Копенгаген — 2006) — секретарь и помощник П. Л. Капицы, директор Мемориального музея П. Л. Капицы. Жена — Людмила Владиславовна Орлова[6];
- Алексей Евгеньевич Рубинин (1927, Рим — 1990) — экономист-международник, сотрудник отделения ЮНЕСКО в Женеве[8];
- Александр Евгеньевич Рубинин (р. 1942) — живописец[8]

Первая жена погибла при пожаре в 1942 году, вскоре после рождения третьего сына, в Нижегородской области, в деревне Огнев-Майдан (где её отец, Павел Иванович Кудрявцев, заведовал домом отдыха Наркоминдела в бывшей помещичьей усадьбе).
Вторая жена: Надежда Борисовна Рубинина (Куликова), дочери Анна Евгеньевна и Нина Евгеньевна Рубинины.
Брат — Яков Евсеевич Рубинштейн (1900—1983), экономист, коллекционер живописи и графики.

## Сочинения
- Выборы в Учредительное собрание и политическая борьба во Франции: Стенограмма публ. лекции, прочит. 13 июня 1946 г. в Лекц. зале в Москве / Е. В. Рубинин ; Всес. лекц. бюро при Министерстве высш. образования СССР. — Москва : [Правда], 1946 (тип. им. Сталина).
- Современная Бельгия: Стенограмма публ. лекции т. Е. В. Рубинина, прочит. в Лекц. зале в Москве / Всес. лекц. бюро при Ком-те по делам высш. школы при СНК СССР. — Москва : тип. им. Сталина, 1945
- Мои встречи с дипломатическими курьерами // Долг и отвага (рассказы о дипкурьерах). 1988

### Переводы и редактура
- Даль Пане, Луиджи. Марксистское учение о государстве / Даль Пане ; Пер. с итальянск. Н. И. Преферансова ; Под ред. Е. В. Рубинина ; Ком. акад. Секция общ. теории права и государства. — 2-е изд. — Москва : изд-во Ком. акад., 1930 (Л. : тип. Акад. наук СССР).
- Дзелепи, Элетэр Никола. Умереть за Германию? / Пер. с фр. Е. Рубинина. — Москва : Изд-во иностр. лит., 1955.
- Заллет, Рихард. Дипломатическая служба : Её история и организация во Франции, Великобритании и Соединенных Штатах / Пер. с нем. В. Бая и Л. Михайловой ; Вступ. статья В. Мачавариани и Е. Рубинина. — Москва : Изд-во иностр. лит., 1956.
- Жансон, Колетт. Алжир вне закона / Колетт и Франсис Жансон ; Перевод с фр. Е. Рубинина и К. Хенкина ; Вступ. статья Р. Авакова, с. 5-20. — Москва : Изд-во иностр. лит., 1957.
- Верт, Александр. Франция. 1940—1955 / Сокр. пер. с англ. А. О. Зелениной и И. С. Тихомировой ; Под ред. и со вступ. статьей [с. 5-22], Е. В. Рубинина. — Москва : Изд-во иностр. лит., 1959
- Шлепнер, Бен Серж. Сто лет социальной истории Бельгии / Пер. с фр. Д. И. Васильева, Э. Р. Селимханова ; Ред. и вступ. статья Е. В. Рубинина. — Москва : Изд-во иностр. лит., 1959.
- Эррио, Эдуард. Эпизоды. 1940—1944 / Перевод с фр. Э. Р. Селимханова ; Предисл. Е. В. Рубинина. — Москва : Изд-во ИМО, 1961.
- Робеспьер, Максимилиан (1758—1794) Избранные произведения : в 3 томах / М. Робеспьер; сост.: А. З. Манфред, А. Е. Рогинская, Е. В. Рубинин; [отв. ред. В. П. Волгин] ; Акад. наук СССР. — Москва : Наука, 1965. — (Литературные памятники).
- Социалистическая история Французской революции. В 6 томах